# Ctenoplusia transfixa
Ctenoplusia transfixa là một loài bướm đêm trong họ Noctuidae.